# Nataša Vojnović
Nataša Vojnović (28 de agosto de 1979) es una supermodelo serbobosnia, quien participó en el concurso Elite Model Look de 1996.

## Vida y carrera
A la edad de 13 años, tuvo que dejar Bosnia debido a la guerra y se mudó a Belgrado, Serbia.
Ella participó en el concurso Elite Model Look de Yugoslavia en 1996. Ganó las semifinales, pudiendo así representar a su país en las finales en Niza, Francia. Estuvo entre las 15 mejores en la finales, pero perdió ante la concursante ucraniana, Diana Kovalchuk.
Comenzó a modelar tras firmar con NEXT Model Management en 1999. Ese año desfiló en los eventos de primavera para Fendi y Balenciaga. Su primera campaña fue para Chanel Accessories, filmada por Karl Lagerfeld. Realizó editoriales para Vogue Italia, i-D (su primera portada de revista), y apareció dos veces en la portada de Vogue Reino Unido. En 2000, Nataša firmó un contrato con Calvin Klein, después de teñir su pelo rubio natural de rojo. Realizó campañas para Aquascutum, Blumarine, Chanel, Gucci, Stella McCartney, Sonia Rykiel, e Yves Saint Laurent. Ha desfilado para Christian Dior y Christian Lacroix. en 2010, 2012 y 2014, Vojnović apareció en la portada de Elle Serbia.